# 봉랍 도장

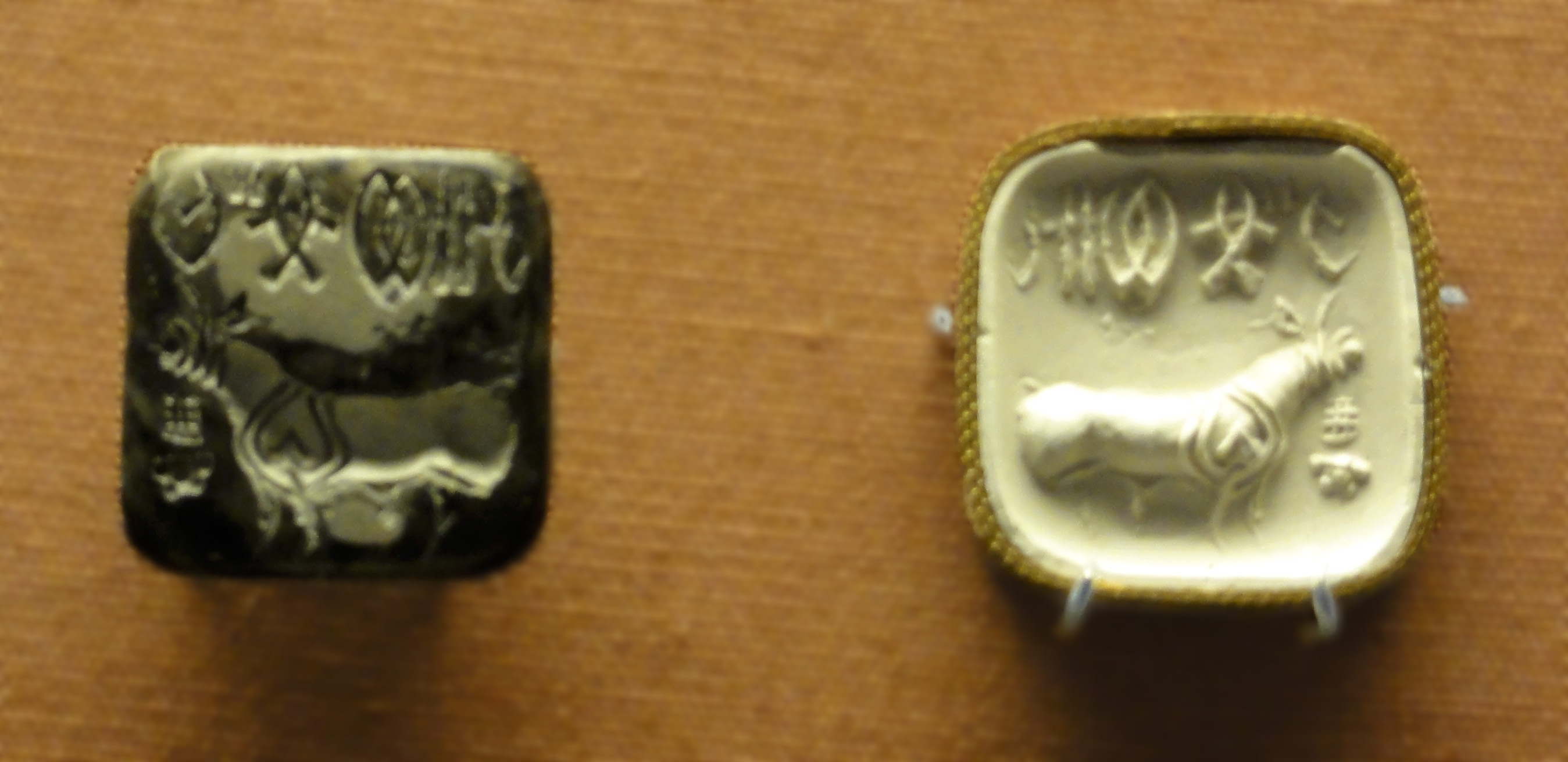
인더스 문명의 봉랍 도장

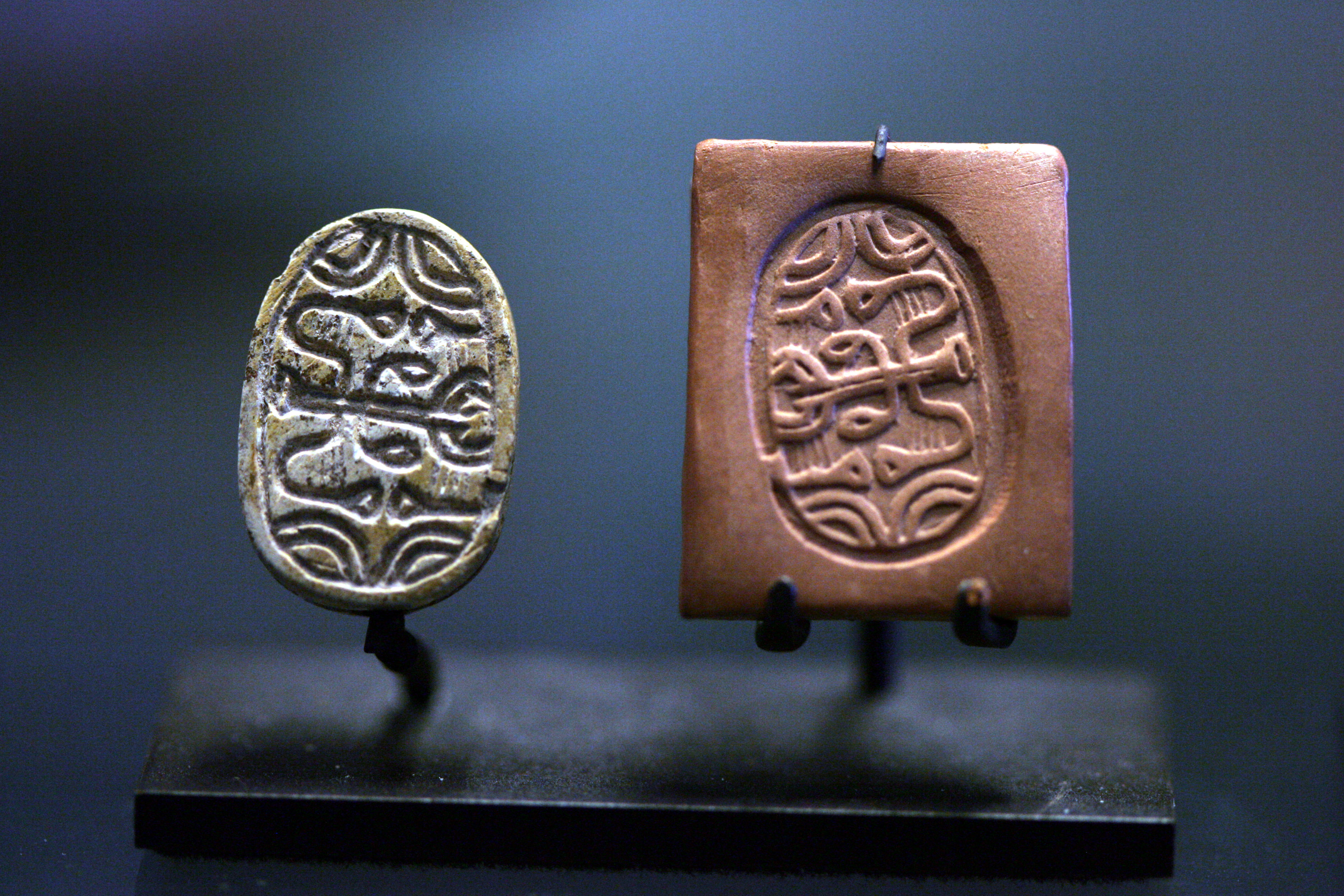
봉랍 도장과 그 인쇄본

봉랍 도장은 기원전 4천년에 처음으로 만들어진 것으로 추정된다. 봉랍 도장은 부드러운 점토에 그림이나 비문의 복사본을 만드는 데에 사용되었다. 봉랍은 오랜 시간이 지나며 대부분 없어졌고, 남아있는 것들은 인쇄본이 대부분이다.
할라프 문화는 동양에서 봉랍 도장을 최초로 사용한 것으로 알려져 있다.

## 갤러리

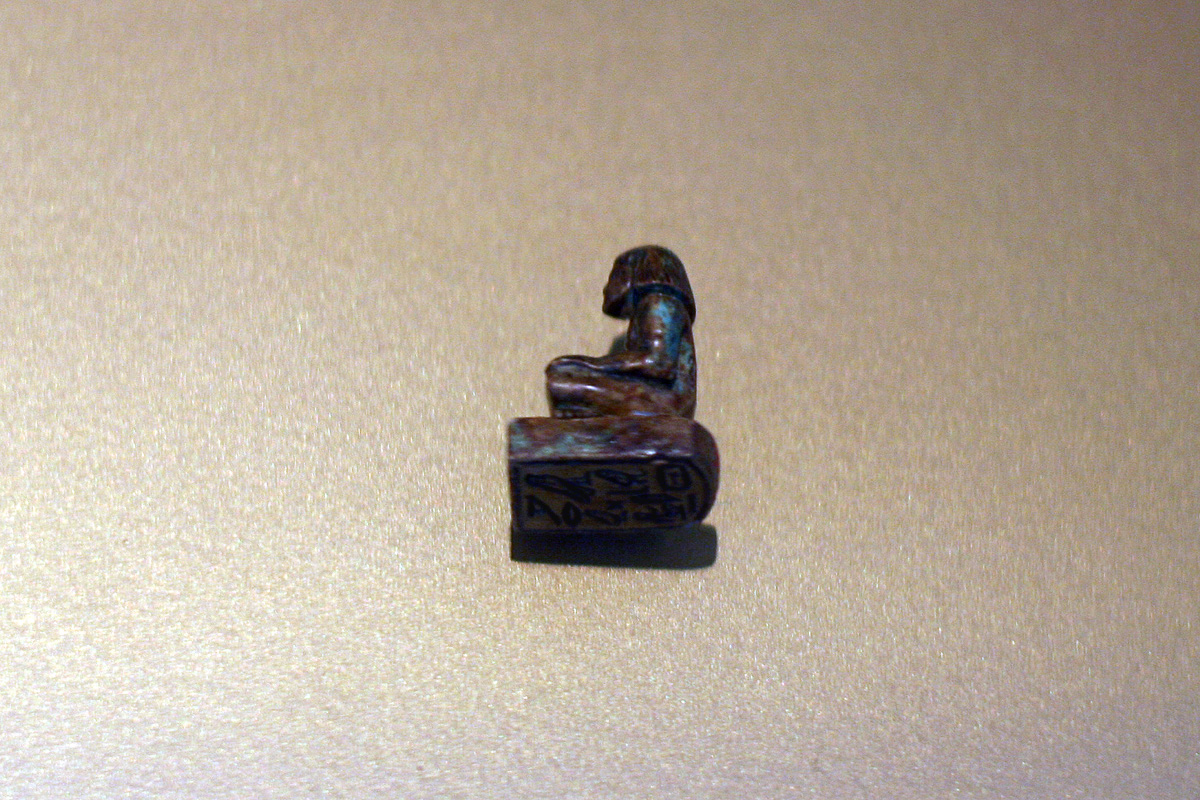
이집트의 봉랍 도장
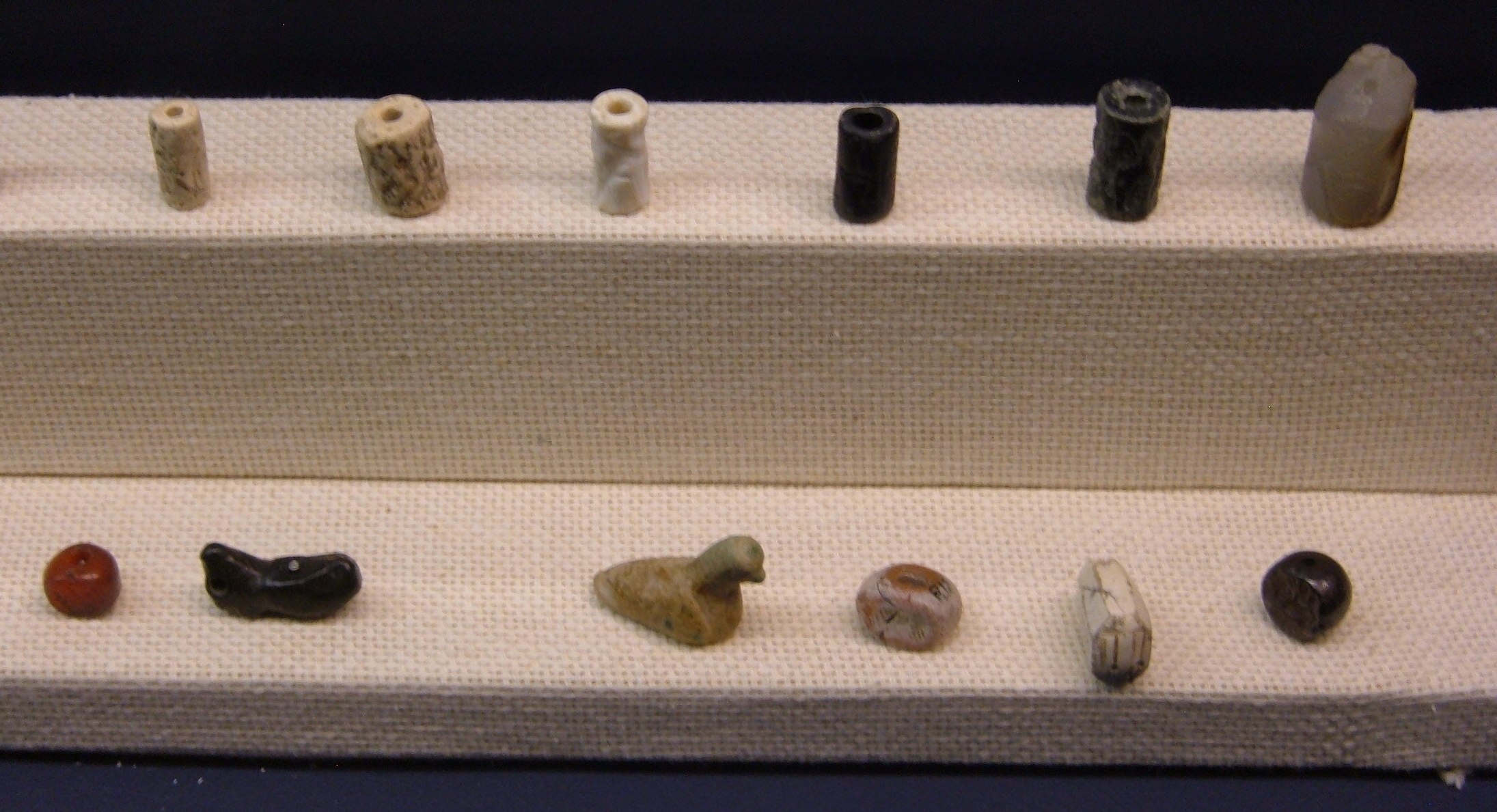
원기둥 모양의 봉랍 도장

## 참고 문헌
- Garbini.  Landmarks of the World's Art, The Ancient World, by Giovanni Garbini, (McGraw-Hill Book Company, New York, Toronto), General Eds, Bernard S. Myers, New York, Trewin Copplestone, London, c 1966.  Numerous examples of the Cylinder seal; ( 3 ) separate Discussions (only) of "Stamp sealing".  No seals, or impressions thereof.
- P. Yule, Early Cretan Seals: A Study of Chronology. Marburger Studien zur Vor und Frühgeschichte 4 (Mainz 1981), ISBN 3-8053-0490-0